# Broadway (1929)
Broadway ist ein US-amerikanisches Krimi-Musical aus dem Jahr 1929 von Paul Fejos mit Glenn Tryon und Evelyn Brent in den Hauptrollen. Der Film wurde von Universal Pictures produziert und basiert auf dem Musical Broadway von George Abbott und Philip Dunning.

## Handlung
Das Paar Roy Lane und Billie Moore, Tänzer im Nachtclub, proben zusammen einen Auftritt. Eines Abends droht Nick Verdis, der Besitzer des Clubs, Billie wegen ihrer Verspätung zu feuern. Steve Crandall, ein eleganter Alkoholschmuggler, der ein Auge auf sie geworfen hat, setzt sich für sie ein. Scar Edwards, dessen Lastwagenladung mit geschmuggeltem Alkohol von Crandalls Bande gekapert wurde, kommt in den Club, um sich mit Crandall zu messen, wird jedoch in den Rücken geschossen. Crandall gibt Billie ein Armband, damit sie vergisst, dass sie gesehen hat, wie er einem Betrunkenen aus dem Club geholfen hat. Der angeblich Betrunkene war jedoch der tote Scar.
Roy wird von Detective Dan McCorn verhaftet, aber später aufgrund von Billies Aussage freigelassen. Nachdem die Tänzerin Pearl belauscht, wie Crandall zugibt, Edwards getötet zu haben, stellt sie ihn in Nicks Büro zur Rede und tötet ihn. Als McCorn Crandalls Leiche findet, bezeichnet er dessen Tod als Selbstmord, wodurch Pearl entlastet wird und Roy und Billie sich dem Erfolg ihrer Show widmen können.

## Hintergrund
Gedreht wurde der Film ab dem 1. Dezember 1928 in den Universal-Studios in Universal City.
Eine ganzseitige Anzeige vom 6. Juni 1929 nannte den Film einen hundertprozentigen Sprechfilm mit Gesang und den Originaldialogen aus dem Theaterstück. Es wurde auch eine Stummfilmversion hergestellt. Beide enthielten Farbszenen im Technicolor-Verfahren, die, zeitgenössischen Quellen zufolge, am Ende des Films erschienen. In Presseberichten hieß es, die Sequenz sei die Schlussszene einer Karnevalsnacht im Kabarett. Zwei Mitglieder der Besetzung, Thomas Jackson und Paul Porcasi, kamen aus dem ursprünglichen Broadway-Stück. Im Bühnenstück gab es nur ein Set für den Nachtclub, für den Film wurden dagegen riesige Sets mit modernistischem Design verwendet.
Im Mai 1929 wurde berichtet, dass für den Film ein 75.000 Dollar teurer Kamerakran gebaut wurde (2024: fast 1,4 Millionen Dollar). Er soll zu jeder möglichen Bewegung fähig gewesen sein und sich mit 30 Meter pro Minute auf einer horizontalen Ebene bewegen können. Dreihundert Statisten und ein 30-köpfiger Chor waren gleichzeitig auf dem Set, das ca. 23 Meter hoch und einen Häuserblock breit und tief war.
1942 produzierte Universal eine Neuverfilmung des Musicals unter der Regie von William A. Seiter.
Charles D. Hall und Thomas F. O’Neill oblag die künstlerische Leitung. William J. Reiter arbeitete als Regieassistent, Stanley Cortez als Kameraassistent.

## Musik
Für den Film wurden die Musicalsongs Broadway, The Chicken or the Egg, Hot Footin’ It, Hittin’ the Ceiling und Sing a Little Love Song von Con Conrad, Sidney D. Mitchell und Archie Gottler verwendet.

## Veröffentlichung
Die Premiere des Films fand am 27. Mai 1929 in New York statt. Noch im selben Jahr kam er im Deutschen Reich in die Kinos.

## Kritiken
Der Filmkritiken-Aggregator Rotten Tomatoes hat in einer Auswertung ein Publikumsergebnis von 33 Prozent positiver Bewertungen ermittelt.
Freddie Schader war im Magazin Motion Picture News der Meinung, Universal habe einen ihrer besten Filme produziert, einen prickelnden melodramatischen Nervenkitzel.

## Auszeichnungen
Das National Board of Review nahm den Film 1929 in seine Top-Ten-Liste auf.